# Dido and Aeneas
Dido and Aeneas (Dido e Eneias) é um ópera de Henry Purcell. Constitui-se de três atos. A primeira apresentação teria sido na Escola para Meninas de Josias Priest, em Londres, no ano de 1688. 
Constitui-se de três atos, sendo a primeira (e única) ópera totalmente cantada de Purcell (sem recitativos).
A história é baseada no livro IV da Eneida, do poeta romano Virgílio, que retrata o amor da rainha de Cartago, Dido, pelo herói troiano Eneias. Quando este a abandona, para criar a cidade de Roma, Dido acaba se suicidando.